# گرینگوی پیر (فیلم)
گرینگوی پیر (انگلیسی: Old Gringo) یک فیلم درام و ماجراجویی به کارگردانی لوئیس پوئنسو است که در سال ۱۹۸۹ منتشر شد. از بازیگران آن می‌توان به جین فوندا، گریگوری پک، جیمی اسمیتس، جیم متسلر، پدرو دامیان، گابریلا روئل، جنی گاگو، پاتریسیو کونترراس، اَن پیتونیاک و پدرو آرمنداریس جونیور اشاره کرد. 
این فیلم بر پایهٔ رمان گرینگوی پیر اثر رمان‌نویس مکزیکی کارلوس فوئنتس ساخته شده‌است و در بخش خارج مسابقهٔ جشنواره فیلم کن ۱۹۸۹ به نمایش درآمد.